# Silke Hamacher
Silke Hamacher (* 25. Oktober 1968 in Mettmann) ist eine ehemalige deutsche Duathletin und Triathletin.

## Werdegang
Silke Hamacher studierte an der Westfälischen Wilhelms-Universität in Münster.
Hamacher begann Anfang der 90er Jahre mit dem Triathlon. 1995 belegte sie den 15. Rang bei der Triathlon-Europameisterschaft auf der Kurzdistanz. In den Jahren 2001, 2002 und 2004 konnte sie sich für einen Startplatz beim Ironman Hawaii, qualifizieren und erfolgreich teilnehmen.
Hamacher startete für das Triathlon-Team-Witten sowie den Verein Triandertaler Mettmann.
Im August 2005 wurde die damals 36-Jährige Zweite in Norwegen beim Norseman Xtreme Triathlon. Seit 2015 tritt sie nicht mehr international in Erscheinung.
Silke Hamacher arbeitet als Lehrerin.

## Sportliche Erfolge
| Datum/Jahr    | Rang | Wettbewerb                                          | Austragungsort    | Zeit     | Bemerkung                                                                                  |
| ------------- | ---- | --------------------------------------------------- | ----------------- | -------- | ------------------------------------------------------------------------------------------ |
| 14. Juni 2015 | 7    | Bonn-Triathlon                                      | Bonn              |          | auf der Mitteldistanz                                                                      |
| 25. Mai 2014  | 1    | BMW Unterberger Triathlon                           | Lindau (Bodensee) | 01:09    | Siegerin als Schwimmerin im Team (500 m Schwimmen, 20 km Radfahren und 5 km Laufen)        |
| 26. Aug. 2012 | 1    | NordseeWomen                                        | Wilhelmshaven     | 01:55:03 | 950 m Schwimmen, 36,5 km Radfahren und 8 km Laufen                                         |
| 2011          | 1    | PSD Triathlon Dortmund                              | Dortmund          |          | Siegerin auf der Sprintdistanz                                                             |
| 5. Sep. 2010  | 9    | Challenge Walchsee-Kaiserwinkl                      | Walchsee          | 04:57:55 | bei der Erstaustragung                                                                     |
| 16. Aug. 2009 | 13   | Ironman 70.3 Germany                                | Wiesbaden         | 05:19:37 | Siegerin der Altersklasse F40–44                                                           |
| 10. Mai 2009  | 10   | Siegerland-Cup                                      | Buschhütten       | 02:07:09 | [ 4 ]                                                                                      |
| 7. Sep. 2008  | 1    | Nibelungen-Triathlon                                | Xanten            | 02:21:11 | [ 5 ]                                                                                      |
| 15. Juni 2008 | 10   | Bonn-Triathlon                                      | Bonn              | 03:24:50 | auf der Mitteldistanz (3,8 km Schwimmen, 60 km Radfahren und 15 km Laufen)                 |
| 2007          | 3    | Nibelungen-Triathlon                                | Xanten            | 02:24:29 | [ 6 ]                                                                                      |
| 27. Mai 2004  | 1    | Florida Half Ironman                                | Lake Buena Vista  | 04:54:57 | Siegerin der Altersgruppe 35–39                                                            |
| 2004          | 3    | Nibelungen-Triathlon                                | Xanten            | 02:13:31 | [ 7 ]                                                                                      |
| 1996          | 1    | Cologne Classic                                     | Köln              |          | Siegerin auf der Mitteldistanz                                                             |
| 1995          | 15   | ETU Triathlon Short Distance European Championships | Stockholm         | 02:06:51 | Europameisterschaften auf der Kurzdistanz – hinter der Siegerin Isabelle Mouthon-Michellys |
| 1990          | 1    | Siegerland-Cup                                      | Buschhütten       |          |                                                                                            |

| Datum/Jahr    | Rang | Wettbewerb                                      | Austragungsort | Zeit     | Bemerkung |
| ------------- | ---- | ----------------------------------------------- | -------------- | -------- | --- |
| 5. Nov. 2011  | 10   | ITU Triathlon Long Distance World Championships | Henderson      | 06:55:42 | in der Altersklasse F40–44 bei der WM auf der Triathlon-Langdistanz; witterungsbedingt wurde ein Duathlon ausgetragen |
| 18. Juli 2010 | 21   | Challenge Roth                                  | Roth           | 10:12:48 | [ 8 ] |
| 6. Aug. 2005  | 2    | Norseman Xtreme Triathlon                       | Tinn           | 13:25:40 | einer der härtesten Triathlons weltweit über 3,8 km Schwimmen, 180 km Radfahren, 42,2 km Laufen (5500 hm)             |
| 16. Okt. 2004 | 30   | Ironman Hawaii                                  | Hawaii         | 11:26:55 | |
| 11. Juli 2004 | 4    | Ironman Germany                                 | Frankfurt      | 10:29:45 | [ 10 ] |
| 21. Juni 2003 | 5    | Ironman France                                  | Gérardmer      | 10:47:49 | |
| 19. Okt. 2002 | 30   | Ironman Hawaii                                  | Hawaii         | 11:03:50 | |
| 16. Okt. 2001 | 770  | Ironman Hawaii                                  | Hawaii         | 11:58:30 | [ 11 ] |

| Datum/Jahr    | Rang | Wettbewerb        | Austragungsort  | Zeit     | Bemerkung |
| ------------- | ---- | ----------------- | --------------- | -------- | --------- |
| 16. Aug. 2003 | 7    | Inferno Triathlon | Berner Oberland | 10:04:07 | [ 12 ]    |